# Революционная рабоче-крестьянская партия Турции
Революционная рабоче-крестьянская партия Турции (TİİKP) (тур.  Türkiye İhtilâlci İşçi Köylü Partisi, TİİKP ) — турецкая маоистская коммунистическая партия, основанная в 1969 году. Партия была образована группой Proleter Devrimci Aydınlık («Пролетарское революционное просвещение»), отделившейся от «Федерации революционной молодежи Турции» (тур. Dev-Genç). Председателем TİİKP стал Догу Перинчек (тур. Doğu Perinçek). TİİKP была нелегальной партией.
Центральными изданиями партии были журналы Proleter Devrimci Aydınlık и Şafak («Заря»).
В 1972 году Ибрахим Кайпаккая и его единомышленники порвали с TİİKP и сформировали «Коммунистическую партию Турции/марксистско-ленинскую» (тур. Türkiye Komünist Partisi/Marksist-Leninist).
В 1978 году TİİKP сменила «Рабоче-крестьянская партия Турции» (тур. Türkiye İşçi Köylü Partisi, TİKP), которая стала легальной партией и позднее была преобразована в «Социалистическую партию» (тур. Sosyalist Parti, SP). В 1992 году в качестве преемника TİKP и SP была сформирована Рабочая партия (тур. İşçi Partisi). В 2015 году Рабочая партия сменила своё название на «Патриотическую партию».